# Quadriga

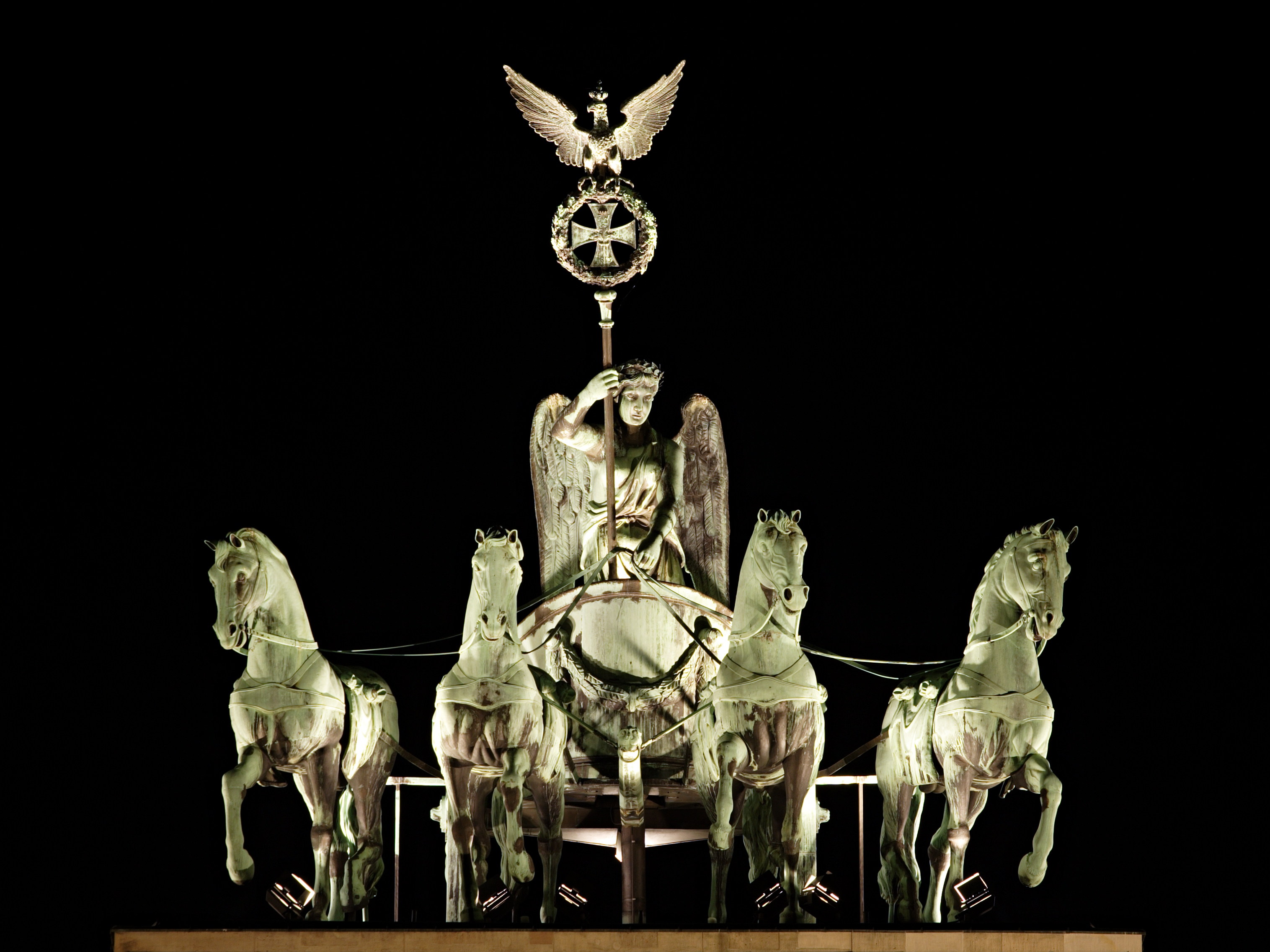
Quadriga a berlini Brandenburgi kapu tetején

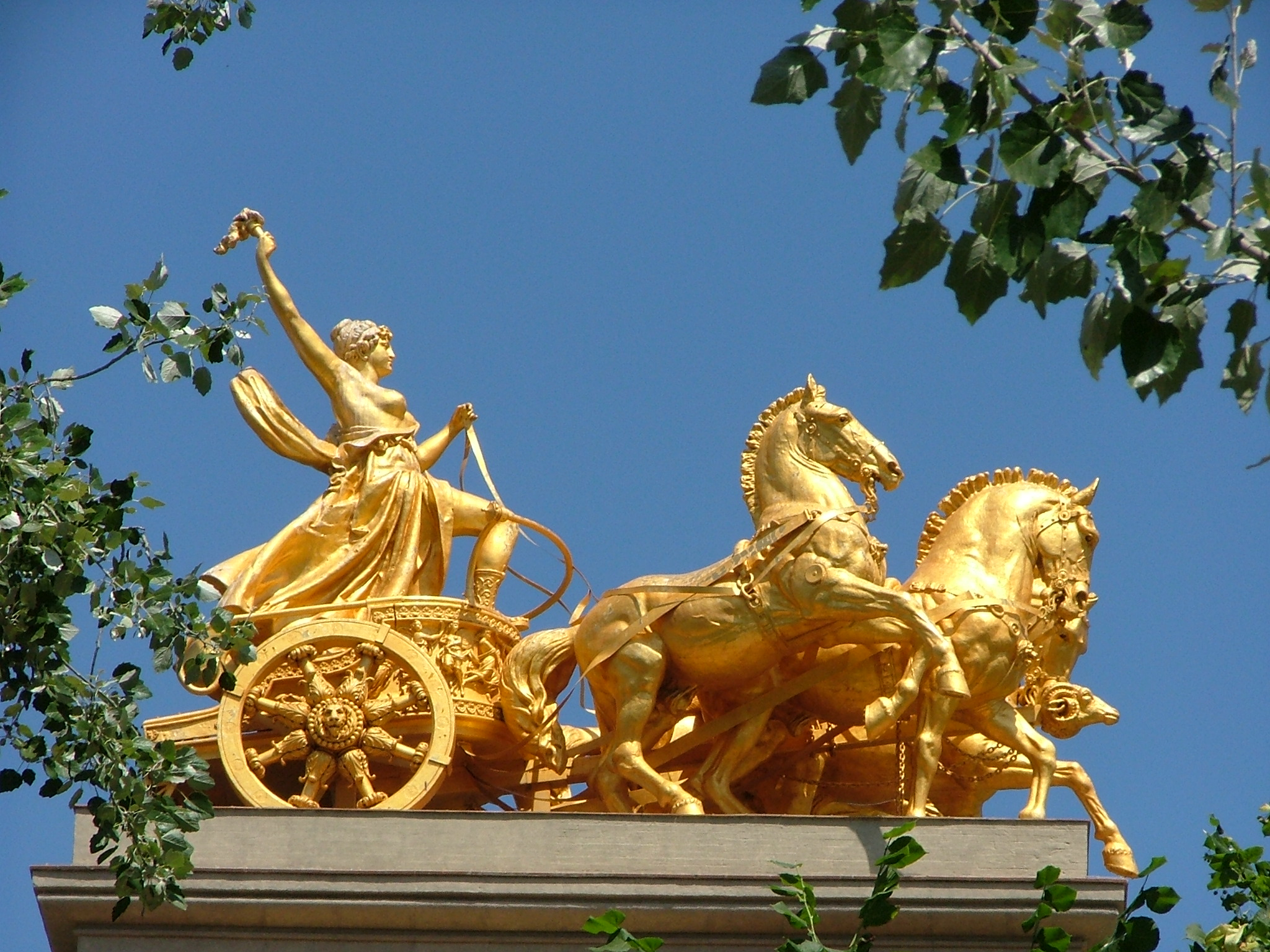
Aurora és a négy ló vontatta napszekér, a Quadriga, Parc de la Ciutadella, Barcelona, Spanyolország

A quadriga négylovas ókori díszkocsi, a harci szekér egy speciális változata. A keleti, elsősorban egyiptomi mintájú harci kocsi egy kései utódja, amely eltávolodott az eredeti funkciótól. A név etimológiája a latin quadri- és iugum szavak összetételére vezethető vissza. Ez annyit jelent: „négy járom”, a négy ló befogására alkalmazott rendszer alapján. Négy ló befogása ugyanis kétféleképpen lehetséges. Vagy páronként, egymás előtt, vagy a négy ló egymás mellett helyezkedik el. Az előbbi nem quadriga, csak az utóbbi. Ennek ellenére a quadrigában is egyetlen iga van, a középső két ló közti rúd. A két szélső lovat csak „szálakkal” (funalis) kötötték a szekér elé, a lovak mögött elhelyezett hosszú keresztrúdhoz.

## Története
Gyakran alkalmazták díszítményként a diadalívek tetején. Első ábrázolását az i. e. 7. század – i. e. 6. századból ismerjük, de nem zárható ki, hogy jóval korábban is használatban volt. III. Tukulti-apil-ésarra reliefjein tipikus quadrigák jelennek meg az i. e. 8. században. Az asszírok azért alkalmaztak négy lovat, mert nehéz, magasított és mellvéddel ellátott szekeret húztak, amelyen négy harcos foglalt helyet a korábbi egyiptomi kétszemélyes és a hettita háromszemélyes helyett. Egyes értelmezések szerint quadrigaszerű a Enúma elis mítosz újbabiloni változatában Marduk szekere is.
Mezopotámiából Szírián keresztül terjedhetett el a használata először a Földközi-tenger keleti medencéjében, később nyugaton a görög településeken illetve Rómában. A görögökhöz hettita közvetítéssel is eljuthatott, amit a homéroszi Iliasz bizonyít, ahol a hadvezérek harci szekerekkel is rendelkeztek (lásd Akhilleusz és Hektór párharca). Görögországban már kiterjedten használták, ekkor tethrippon („négy ló”) volt a neve. A görögök és a rómaiak elsősorban versenyzésre használták. Sem a görög, sem a római harcászat nem alkalmazta a harci szekereket, a lovasságot is csak csekély mértékben. A kocsiversenyek a legnépszerűbb műsorok voltak a sportrendezvényeken. Egy ilyen látható a Ben-Hur című film leghíresebb jelenetében.
A szekér ennek megfelelően átalakult. A test kisebb lett, mint a harci szekereké volt, mivel már csak egy, legfeljebb két ember foglalt helyet benne. A tengelytávja viszont maradt széles, így stabil jármű volt. A négy ló a könnyített szekeret és a kevesebb embert nagy sebességgel volt képes vontatni. A quadriga harci vonatkozása Rómában a triumphusra korlátozódott. A római birodalomban a győztes hadvezér diadalmenete során többnyire quadrigán vonult fel az őt ünneplő tömeg előtt.
Ábrázolásai mozaikokon, festményeken láthatók. Szobrok nem maradtak fenn az ókorból. Érméken is gyakran előfordulnak, ezek közül is kiemelkednek az i. e. 3. századi szicíliai görög városállamok, elsősorban Szürakuszai pénzei, amelyeken Héliosz napisten egy quadrigát hajt. Ez az ábrázolás a görög Apollón kultuszokon alapult, aki négylovas szekéren járta be az eget, és sokszor napistenként is tisztelték Héliosz helyett. A másik istenség, aki gyakorta feltűnik quadrigán, Victoria, a győzelem istennője.